# Кит Киттредж: Загадка американской девочки
«Кит Киттредж: Загадка американской девочки» (англ. Kit Kittredge: An American Girl) — американский фильм 2008 года.

## Сюжет
Америка времён Великой депрессии. По стране кочуют бродяги, лишившиеся всего. В городах, которые они посещают, происходят наглые грабежи. 
Кит Киттредж — девочка из богатой семьи, живущей в Цинциннати, но в связи со сложной обстановкой в стране её отец вынужден искать работу в Чикаго. Кит познакомилась и подружилась с парой бродяг, Уиллом и Каунти. Она убеждается, что бродяги обычные люди, просто потерявшие не только работу, но и жилье, и что они непричастны к грабежам и кражам. Но когда преступления начинают происходить и в Цинциннати, подозрение вполне ожидаемо падает именно на них…

## В ролях
| Актёр             | Роль                             |
| ----------------- | -------------------------------- |
| Эбигейл Бреслин   | Маргарет Милдред «Кит» Киттреддж |
| Крис О'Доннелл    | Джек Киттреддж                   |
| Джулия Ормонд     | Маргарет Киттреддж               |
| Макс Тириот       | Уилл Шепард                      |
| Джейн Краковски   | мисс Дули                        |
| Уоллес Шон        | мистер Гибсон                    |
| Гленн Хидли       | миссис Ховард                    |
| Захари Миллс      | Стирлинг Ховард                  |
| Уиллоу Смит       | Констанс «Каунти» Гарби          |
| Кеннет Уэлш       | дядя Хендрик                     |
| Мэдисон Девенпорт | Руфи Смитерс                     |
| Джоан Кьюсак      | мисс Люсинда Бонд                |
| Стэнли Туччи      | Джеферсон Берк                   |
| Дилан Смит        | Фредерик                         |
| Дуглас Найбэк     | Билли                            |